# Daniel Jakubitzka
Daniel Jakubitzka (* 17. Juni 1996 in Innsbruck) ist ein österreichischer Eishockeyspieler, der seit der Saison 2021/22 beim HC Innsbruck in der Österreichischen Eishockey-Liga spielt.

## Karriere
Jakubitzka begann seine Karriere beim EC Red Bull Salzburg und durchlief diverse Jugendabteilungen. In der Saison 2015/16 bekam er seine ersten Einsätze in der Erste Bank Eishockey Liga.

### International
Jakubitzka vertrat Österreich im Juniorenbereich bei den U18 und U20-Weltmeisterschaften der Division I 2014 (als Assistenz-Kapitän), 2015 und 2016. Bei der Eishockey-WM 2017 (Division I) bekam er zwei Einsätze in der A-Nationalmannschaft.

## Erfolge und Auszeichnungen
- 2016 Österreichischer Meister mit dem EC Red Bull Salzburg

## Karrierestatistik
(Legende zur Spielerstatistik: Sp oder GP = absolvierte Spiele; T oder G = erzielte Tore; V oder A = erzielte Assists; Pkt oder Pts = erzielte Scorerpunkte; SM oder PIM = erhaltene Strafminuten; +/− = Plus/Minus-Bilanz; PP = erzielte Überzahltore; SH = erzielte Unterzahltore; GW = erzielte Siegtore; 1 Play-downs/Relegation; Kursiv: Statistik nicht vollständig)